# Mangkunegara, vorst op Java
Mangkunegara (ook: Mangkoenegara of Mangkoe-Negara) is de titel van een van de vorsten op Java.
In 1757 resulteerde een opstand onder leiding van Raden Mas Saïd, een van de keizerlijke prinsen, in een verdere opdeling van het grondgebied van Mataram.
Het ooit zo machtige rijk was al opgedeeld in het sunanaat Surakarta, het sultanaat Yogyakarta en gebieden die aan Nederland werden afgestaan. Raden Mas Said verwierf koninklijke apanages en de titel Mangkunegara in het vorstendom Mangkunegaran. De Mangkoenegara was een vazal van de VOC. Van 1813 tot 1945 was Nederland zijn suzerein.
De Mangkunegara regeerde een van de aanvankelijk drie, later vier 'zelfsturende' vorstenlanden in het voormalige Nederlands-Indië. Het erfelijke vorstendom Mangkunegara werd op 17 maart 1757, bij het verdrag van Salatiga opgericht. De opstandige Raden Mas Saïd, die in 1755, bij het verdrag van Giyanti, toen het rijk Mataram werd verdeeld tussen het sunanaat Surakarta en het sultanaat Yogyakarta, buiten spel was gebleven, kreeg alsnog een eigen vorstendom toegewezen. Raden Mas Saïd regeerde onder de naam Mangkunegara over gebieden die deels rond zijn kraton in Surakarta, maar voor het merendeel in de zuidoostelijke buitengebieden van het voormalige Mataram waren gelegen.
Het vorstendom Mangkunegara werd geregeerd door een jongere tak van de Pakubuwono-dynastie van het sunanaat Surakarta. Hoewel in rang niet gelijk aan de sunan, die ook in Surakarta zijn kraton had, kon de Mangkoenegara-vorst door de omvang van zijn leger (zowel cavalerie, infanterie als artillerie) en de grootte van zijn vorstendom (grofweg de helft van het sunanaat) toch een eigen beleid voeren: Traditioneel waren de Mangkunegara vorsten sterk Nederlandsgezind. Deze Nederlandsgezindheid leidde ertoe dat de Mangkunegaran, evenals het sunanaat Surakarta, na de onafhankelijkheid van Indonesië zijn politieke onafhankelijkheid verloor, dit in tegenstelling tot het meer nationalistische sultanaat Yogyakarta en het vorstendom Pakualaman die beide als een 'speciaal district' (daerah Istimewa) ook na 1945 nog een bepaalde mate van 'zelfbestuur' behielden.

## Lijst van vorsten van Mangkoenegara
- Mangkunegara I of Raden Mas Saïd (1757-1796)
- Mangkunegara II (1796-1835)
- Mangkunegara III (1835-1853)
- Mangkunegara IV (1853-1881)
- Mangkunegara V (1881-1896)
- Mangkunegara VI (1896-1916)
- Mangkunegara VII (1916-1944)
- Mangkunegara VIII (1944-1987)
- Mangkunegara IX (1987-2021)
- Mangkunegara X (2022-)